# Maximilian von Pasqualini
Maximilian von Pasqualini (* 12. August 1534 vermutlich in Buren; † 1572 vermutlich in Jülich) war ein deutscher Architekt italienischer Abstammung.

## Leben und Wirken
Maximilian von Pasqualini war ein Sohn des Architekten Alessandro Pasqualini und der Elisabeth Schouten. Sein Bruder Johann (I.) von Pasqualini arbeitete ebenfalls als Architekt. Er selbst heiratete um 1560 Ida Tack, mit der er vier Söhne hatte, von denen zwei jung starben. Die Söhne Johann (II.) von Pasqualini und Alexander arbeiteten als Architekten und Ingenieure.
Von Pasqualini erhielt eine Ausbildung bei seinem Vater und reiste danach wahrscheinlich zu Studienzwecken nach Italien. 1566 führte er in den Herzogtümern Jülich-Kleve-Berg die Aufträge seines Vaters, der sich in Bielefeld aufhielt, fort. Danach gestaltete er für Herzog Wilhelm V. Bauwerke und Festungsanlagen in Bensberg, Brüggen, Grevenbroich, Hambach, Heinsberg, Jülich, Kleve, Monschau, Münstereifel, Sinzig und Sittard. Insbesondere in Jülich arbeitete er an Schloss, Zeughaus, Rathaus und Festungen. Angeblich plante er dort auch die Fassade des sogenannten Archivgebäudes, die bis zum 19. Jahrhundert in dieser Form bestand. Ausreichende Belege, um ihm diese Pläne zuschreiben zu können, fehlen jedoch.
Einen weiteren Schwerpunkt des Schaffens von Pasqualinis stellte das Hambacher Schloss dar. Die Arbeiten standen im Zusammenhang mit der Erweiterung der Städte zur Residenzstadt bzw. zum Hoflager.
Ab 1558 übernahm von Pasqualini im Auftrag von Otto von Bylandt Erweiterungsmaßnahmen an Schloss Rheydt, wofür aber keine schriftlichen Belege existieren. Gemäß neueren Forschungen zur Baugeschichte gelang es dem Architekten, existierende stilistisch unterschiedliche Bauwerke zu einem neuen, einheitlich wirkenden Ensemble zu vereinen. Dabei schuf er eine den zeitgenössischen Anforderungen entsprechende Innenausstattung.
Von Pasqualini übernahm wahrscheinlich von seinem Vater initiierte Baumaßnahmen am Düsseldorfer Schloss und erstellte die Pläne für ein neues Rathaus der Stadt. Er erhielt auch einige Aufträge anderer Bauherren. Dazu gehörten 1564 und 1568 Pläne für die Festung Ehrenbreitstein für Johann VI. von der Leyen und Jakob III. von Eltz. Er hatte wohl auch Kontakte zu dem Grafen von Arenberg.

## Stil
Alle Pasqualini belegt zugeschriebenen Bauwerke existieren heute nicht mehr. Daher ist eine Einordnung seines Stils nur schwer möglich. Da er zumeist nach Plänen seines Vaters arbeitete, hatte er nur wenig Freiheitsgrade. Bei seinen eigenen Entwürfen handelte es sich zumeist um schlichte Zweckbauten, beispielsweise eine Kanzlei in Kleve. Während sein Vater in italienischem Stil arbeitete, griff Maximilian von Pasqualini regionale, insbesondere niederländische Gestaltungsformen auf. Bei Festungen orientierte er aber an seinem Vater.